# Obedullaganj
Obedullaganj é uma cidade e uma nagar panchayat no distrito de Raisen, no estado indiano de Madhya Pradesh.

## Demografia
Segundo o censo de 2001, Obedullaganj tinha uma população de 19 955 habitantes. Os indivíduos do sexo masculino constituem 53% da população e os do sexo feminino 47%. Obedullaganj tem uma taxa de literacia de 67%, superior à média nacional de 59,5%: a literacia no sexo masculino é de 74% e no sexo feminino é de 59%. Em Obedullaganj, 15% da população está abaixo dos 6 anos de idade.